# James Halsell
James Donald Halsell Jr. (West Monroe, 29 de setembro de 1956) é um astronauta norte-americano, veterano de cinco missões do programa dos ônibus espaciais.
Após cursar a Academia da Força Aérea dos Estados Unidos, Halsell fez treinamentos como piloto de testes e operou em jatos de combate F-4, F-16 e SR-71. Selecionado pela NASA para o curso de treinamento de astronautas em 1990, foi qualificado como piloto de ônibus espacial, após o período regulamentar de avaliação de um ano no Centro Espacial Lyndon B. Johnson, em Houston, Texas.
Suas duas primeiras idas ao espaço foram como piloto, nas missões STS-65 Columbia e STS-74 Atlantis, em novembro de 1994 e julho de 1995. 
Em abril de 1997, comandou pela primeira uma missão, na STS-83 Columbia, que fez experiências científicas sobre microgravidade com o laboratório europeu Microgravity Science Laboratory (MSL), interrompida apenas com  de três dias - de um total de quinze - devido a problemas nas células de combustível da Columbia, obrigando a tripulação a retornar antes do tempo previsto.
Três meses depois, em julho, comandou novamente a mesma tripulação e nave, na STS-94, que completou a missão anterior, passando os quinze dias previstos em órbita estudando a microgravidade.
Sua última viagem ao espaço foi em maio de 2000, comandando a STS-101 no Atlantis, uma missão à Estação Espacial Internacional, cujos principais objetivos foram o de manutenção da estação, transferência de equipamentos e mantimentos, conserto e substituição de tecnologia avariada no módulo russo Zarya, realizar atividades extraveiculares em órbita e recolocar a ISS numa órbita a 400 km de altura, 30 km acima da que se encontrava, fazendo uma reignição de seus motores.
Halsell retirou-se da NASA em 2006, para trabalhar na iniciativa privada.